# Roland (Schiff, 1893)
Die Roland war ein Frachtschiff des Norddeutschen Lloyd (NDL).

## Geschichte
Die Roland war 1893 bei Sir W.G.Armstrong, Mitchell & Co in Bau, als sie im April vom Norddeutschen Lloyd angekauft wurde. Sie maß 3724 BRT, hatte eine Tragfähigkeit von 4900 tdw, war 109 m lang und bei 2200 PS 11,5 Knoten schnell. Sie bot 28 Passagieren der zweiten Klasse und auch 1000 Personen im Zwischendeck Platz. Im Aufbau glich sie den Schwesterschiffen Pfalz und Mark.
Am 11. Mai 1893 machte sie ihre Jungfernfahrt am 13. September 1893 nach New York. Am 9. Dezember 1893 wurde sie erstmals von Bremen nach Südamerika eingesetzt. Am 27. August 1896 lief sie dann erstmals von Bremen nach Baltimore aus. Im September 1900 gehörte sie zu den Schiffen, die den zweiten Teil des Ostasiatischen Expeditionskorps nach China transportierten.
Die Roland blieb länger im Dienst des NDL als ihre Nachbauten. Ihre 30. und letzte Nordatlantik-Rundreise begann sie am 15. Februar 1906 von Bremen nach Baltimore. Ihre 16. und letzte Südamerikareise begann am 7. August 1909. Bis November 1910 führte sie dann noch drei Rundreisen nach Havanna durch.
Anfang 1911 wurde sie mit der Darmstadt und der Oldenburg in die Türkei verkauft und dort in Bari Ahmer umbenannt.
Am 7. November 1914 wurde sie vor Eregli im Schwarzen Meer von russischen Kriegsschiffen versenkt.